# Bow Down
| Críticas profissionais                                                      | Críticas profissionais |
| Avaliações da crítica                                                       | Avaliações da crítica  |
| Fonte                                                                       | Avaliação              |
| --------------------------------------------------------------------------- | ---------------------- |
| Allmusic                                                                    | [ 1 ]                  |
| Robert Christgau                                                            | D+                     |
| Entertainment Weekly                                                        | C                      |
| RapReviews.com                                                              | [ 4 ]                  |
| Rolling Stone                                                               | [ 5 ]                  |
| The Source                                                                  | [ 6 ]                  |
| Vibe                                                                        | (Favorável)            |
| Esta tabela precisa de ser acompanhada por texto em prosa. Consulte o guia. |                        |

Bow Down é o álbum de estréia do supergrupo de gangsta rap Westside Connection, lançado em 22 de Outubro de 1996, pela Priority Records.
O álbum atingiu a 2ª posição na Billboard 200 em 09 de Novembro de 1996, vendendo 145 mil unidades. Bow Down veio a vender 1.7 milhão de unidades só nos Estados Unidos, sendo certificado platina pela RIAA em 1 de Outubro de 1997. As faixas "King of the Hill", "Cross 'Em Out and Put a 'K", and "Hoo Bangin' (WSCG Style)" são todas insultos à banda Cypress Hill.

## Faixas
| #  | Título                                                                     | Produtor(es)            | Duração |
| -- | -------------------------------------------------------------------------- | ----------------------- | ------- |
| 1  | "World Domination" (Intro)                                                 | *Interlude*             | 1:16    |
| 2  | "Bow Down"                                                                 | Bud'da                  | 3:27    |
| 3  | "Gangstas Make the World Go Round"                                         | Ice Cube, Cedric Samson | 4:33    |
| 4  | "All the Critics in New York"                                              | Binky, Ice Cube         | 5:35    |
| 5  | "Do You Like Criminals?" (featuring K-Dee)                                 | Bud'da                  | 5:01    |
| 6  | "Gangstas Don't Dance" (Insert)                                            | *Interlude*             | 0:22    |
| 7  | "The Gangsta, the Killa and the Dope Dealer"                               | Bud'da                  | 4:15    |
| 8  | "Cross 'Em Out and Put a K"                                                | Bud'da                  | 4:56    |
| 9  | "King of the Hill"                                                         | QDIII                   | 4:17    |
| 10 | "3 Time Felons"                                                            | Bud'da                  | 5:10    |
| 11 | "Westward Ho"                                                              | QDIII                   | 5:12    |
| 12 | "The Pledge" (Insert)                                                      | *Interlude*             | 0:14    |
| 13 | "Hoo-Bangin' (WSCG Style)" (featuring K-Dee, The Comrads and Allfrumtha I) | Ice Cube                | 3:58    |